# ボー・タカハシ
ボー・タカハシ（本名：ロドリゴ・ヒトシ・カイモチ・タカハシ〈Rodrigo Hitoshi Kaimoti "Bo" Takahashi〉、1997年1月23日 - ）は、ブラジル・サンパウロ州プレジデンチ・プルデンチ出身のプロ野球選手（投手）。右投右打。埼玉西武ライオンズ所属。
KBOリーグ初のブラジル人選手。

## 経歴

### プロ入りとダイヤモンドバックス傘下時代
2013年12月23日、アングロ・プルテンチーノ高校在学中に16歳でアリゾナ・ダイヤモンドバックスとアマチュア・フリーエージェント契約。
2014年5月16日、傘下のルーキー級アリゾナリーグ・ダイヤモンドバックスと契約してプロデビュー。10試合（4先発）の登板で3勝4敗・防御率4.39を記録した。
2015年はパイオニアリーグのルーキー級ミズーラ・オスプレイでプレーし、15試合の先発登板で8勝1敗・防御率4.66を記録した。
2016年はA-級ヒルズボロ・ホップス、A級ケーンカウンティ・クーガーズ、A+級バイセイリア・ローハイドでプレー。3球団合計で19試合（17先発）に登板し、6勝4敗・防御率2.81を記録した。オフには第4回WBCのブラジル代表に選出されたが、チームは予選で敗退して本大会進出はならなかった。
2017年はA級ケーンカウンティとA+級バイセイリアでプレー。2球団合計で24試合に先発登板し、7勝12敗・防御率5.14を記録した。
2018年はA+級バイセイリアとAA級ジャクソン・ジェネラルズでプレー。バイセイリアでは47回2/3で53奪三振、ジャクソンでは73回で77奪三振とキャリアで初めてイニング数を上回る三振を奪い、この年は2球団合計で23試合に先発登板し、6勝6敗・防御率4.03を記録した。オフにはアリゾナ・フォールリーグに参加し、ソルトリバー・ラフターズに所属した。オフの11月20日にルール・ファイブ・ドラフトでの流出を防ぐために40人枠入りした。
2019年はAA級ジャクソンでプレーし、23試合の先発登板で9勝7敗・防御率3.72を記録した。なお、8月18日にメジャー初昇格を果たしたが、登板機会が無いまま同20日にAA級ジャクソンへ降格した。
2020年は新型コロナウイルスの影響でマイナーリーグが全試合中止となり、メジャーでの登板も無かった。10月27日にマイナー契約となり、AAA級リノ・エーシズへ送られ、11月2日にFAとなった。

### レッズ傘下時代

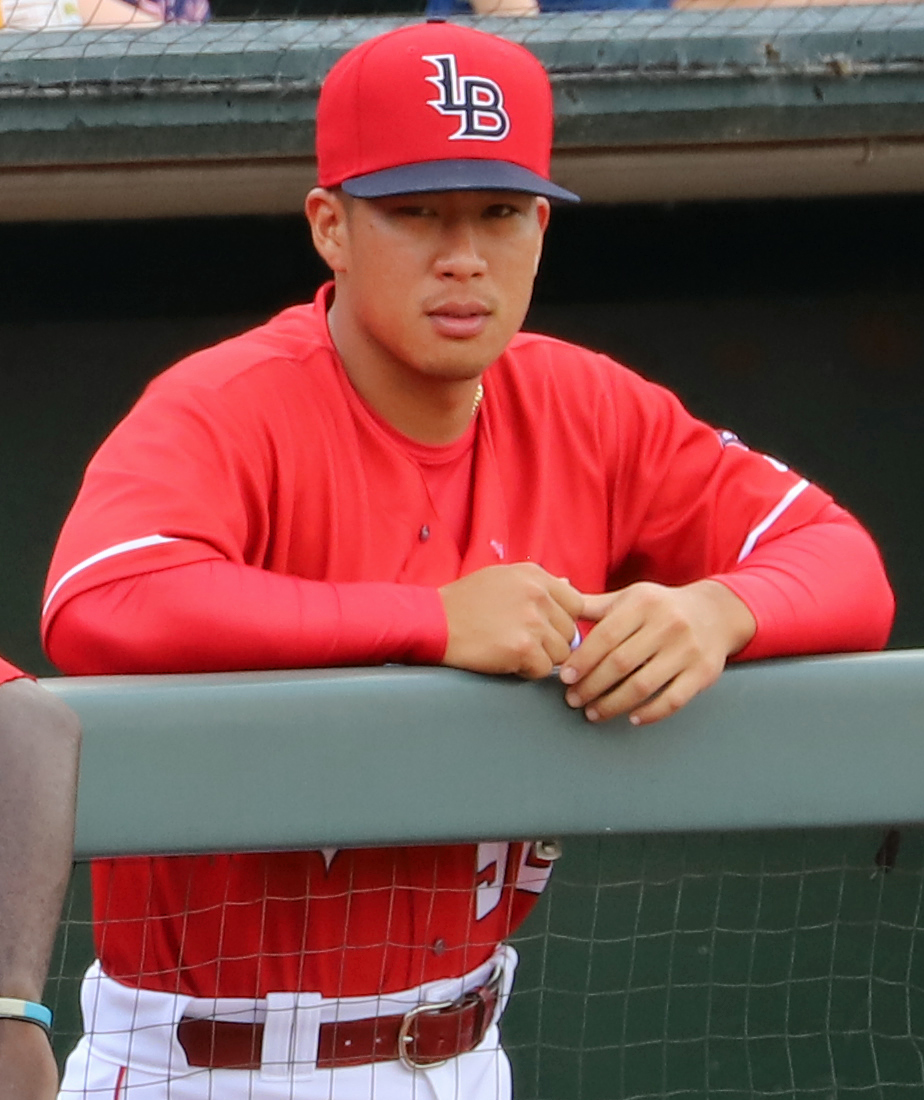
ルイビル・バッツ時代 (2020年)

2020年12月18日にシンシナティ・レッズとマイナー契約を結び、2021年のスプリングトレーニングに招待選手として参加することになった。開幕後はAAA級ルイビル・バッツに所属し、18試合（17先発）の登板で3勝7敗・防御率4.45、89回を投げて89奪三振という成績だった。

### 起亜時代
2021年8月26日にKBOリーグの起亜タイガースと契約したことが発表され、KBOでは初となるブラジル国籍の選手となった。9月25日のSSGランダース戦でKBO初登板となり、4回無失点と好投すると、続く10月1日のキウム・ヒーローズ戦では6回無失点の好投でKBO初勝利を挙げた。ただ、その後は振るわずに移籍後は6試合の先発登板で1勝2敗・防御率4.18という成績だった。オフに起亜の保留選手リストに載せられたが、再契約が成立せずに退団となった。

### 西武時代
2021年12月16日、埼玉西武ライオンズへの入団が発表された。推定年俸2000万円の単年契約であり、背番号は42。登録名はボー・タカハシ、背ネームの表記はBOとなった。
2022年は新型コロナウイルスの影響で来日が3月13日と遅れ、イースタン・リーグで2試合の登板を経て、4月1日に出場選手登録。翌2日の千葉ロッテマリーンズ戦でNPB初登板となり、1イニングを無失点に抑えた。その後は点差が開いた場面での登板が中心だったが、4月8日の福岡ソフトバンクホークス戦で失点を喫して以降、交流戦終了まで11試合に登板して13イニング連続無失点を記録。6月18日のオリックス・バファローズ戦でも1イニングを無失点に抑えたが、続く同22日のロッテ戦では1回1失点で13試合ぶりの失点。中14日で登板した7月7日のオリックス戦では2回3失点（自責点0）と2試合連続の失点となり、翌8日に出場選手登録を抹消された。ただ、公文克彦の発熱を受けて特例2022によってわずか1日で再登録となり、7月23日の東北楽天ゴールデンイーグルス戦でNPB初ホールドを記録した。8月にも特例2022により1日だけ出場選手登録を抹消され、復帰後は2試合に登板し、いずれも無失点に抑えていたが、離脱者が続々と復帰したチーム事情もあり、9月8日に出場選手登録を抹消された。その後の一軍昇格は果たせなかったが、この年はシーズンの多くを一軍で過ごし、27試合の登板で0勝0敗2ホールド・防御率2.56という成績を残した。12月1日に西武との契約を更新したことが発表された。推定年俸は3500万円。
2023年は5月3日に出場選手登録。同5日のオリックス戦でシーズン初登板となり、2回1/3を無失点に抑えた。その後は8月25日に出場選手登録を抹消され、9月13日に再登録。同25日に登録抹消となり、シーズンを終えた。7月に3登板連続で2イニングを投げたことがあったなど、この年は回跨ぎの登板が多く、28試合の登板で0勝1敗、36イニングを投げて防御率3.00を記録。11月11日には西武との契約を更新したことが発表され、渡辺久信GMはボーの先発転向を明言した。推定年俸は3500万円。
2024年は春先から好投を続け、開幕ローテーション入りを果たした。4月4日のオリックス戦でNPB初先発となり、3回表に捕逸が絡んで1点を失い、0-1で迎えた6回表は一死二塁の場面で降板。後を受けた水上由伸が適時打を許し、ボーは5回1/3を3安打2四球2奪三振2失点（自責点1）という内容で敗戦投手となった。週5試合が続く変則日程もあって翌5日に出場選手登録を抹消されたが、二軍での調整登板を1試合経て、4月25日のオリックス戦に先発。5回2/3を3安打2四死球3奪三振1失点という内容でNPB初勝利を挙げた。再び登板機会がないことから翌日に登録抹消となったが、5月7日のロッテ戦に先発して以降は先発ローテーションの一角を担った。6月上旬にも登板間隔が空くことによる登録抹消が一度ありながら、交流戦終了時点では7試合に先発登板したが、計38イニングで援護点はわずかに4。さらには、記録に残らない外野守備のミスが絡む不運な失点もあり、1勝5敗・防御率3.55という成績であった。リーグ戦再開後は週5試合が続く変則日程に加え、新型コロナウイルス感染で離脱していた武内夏暉が復帰するチーム事情もあり、6月23日のオリックス戦では3点ビハインドの5回裏からシーズン初のリリーフ登板。味方の失策もあり、2回1失点（自責点0）であった。その後は2試合に先発登板したが、白星は挙げられず、7月15日のオリックス戦ではシーズン2度目のリリーフ登板。接戦時の継投に苦しむチーム事情があり、ボーは1点リードの8回表を任され、1奪三振を含む3者凡退に抑えてシーズン初ホールドを挙げた。その後はシーズン終了まで一軍のブルペンを支え、この年は33試合（9先発）の登板で2勝9敗7ホールド・防御率3.22を記録。

## 選手としての特徴
左打者の内角にも果敢に攻め込む強気なピッチングが持ち味。球種は最速153km/hを計測したストレートを中心にスライダー・カーブ・フォーク・チェンジアップ・ツーシームを操る。

## 人物
日本からの移民の祖父母を持つ日系ブラジル人3世である。また、英語やポルトガル語（ブラジルポルトガル語）、スペイン語を話すマルチリンガルであり、日本語も理解することはできる。
なお、西武でのインタビューではスペイン語で答えている。
人懐っこい性格であり、西武入団後はチームのムードメーカーとなっている。
憧れの野球選手は松坂大輔。

## 詳細情報

### 年度別投手成績
| 年 度    | 球 団    | 登 板 | 先 発 | 完 投 | 完 封 | 無 四 球 | 勝 利 | 敗 戦 | セ 丨 ブ | ホ 丨 ル ド | 勝 率 | 打 者 | 投 球 回 | 被 安 打 | 被 本 塁 打 | 与 四 球 | 敬 遠 | 与 死 球 | 奪 三 振 | 暴 投 | ボ 丨 ク | 失 点 | 自 責 点 | 防 御 率 | W H I P |
| -------- | -------- | ----- | ----- | ----- | ----- | -------- | ----- | ----- | -------- | ----------- | ----- | ----- | -------- | -------- | ----------- | -------- | ----- | -------- | -------- | ----- | -------- | ----- | -------- | -------- | ------- |
| 2021     | KIA      | 6     | 6     | 0     | 0     | 0        | 1     | 2     | 0        | 0           | .333  | 142   | 32.1     | 36       | 3           | 9        | 0     | 4        | 42       | 3     | 0        | 17    | 15       | 4.18     | 1.39    |
| 2022     | 西武     | 27    | 0     | 0     | 0     | 0        | 0     | 0     | 0        | 2           | ----  | 133   | 31.2     | 19       | 2           | 15       | 0     | 7        | 26       | 1     | 0        | 14    | 9        | 2.56     | 1.07    |
| 2023     | 西武     | 28    | 0     | 0     | 0     | 0        | 0     | 1     | 0        | 0           | .000  | 151   | 36.0     | 20       | 1           | 19       | 0     | 7        | 27       | 2     | 0        | 12    | 12       | 3.00     | 1.08    |
| 2024     | 西武     | 33    | 9     | 0     | 0     | 0        | 2     | 9     | 0        | 7           | .182  | 315   | 72.2     | 70       | 4           | 27       | 2     | 6        | 48       | 2     | 0        | 31    | 26       | 3.22     | 1.33    |
| KBO：1年 | KBO：1年 | 6     | 6     | 0     | 0     | 0        | 1     | 2     | 0        | 0           | .333  | 142   | 32.1     | 36       | 3           | 9        | 0     | 4        | 42       | 3     | 0        | 17    | 15       | 4.18     | 1.39    |
| NPB：3年 | NPB：3年 | 88    | 9     | 0     | 0     | 0        | 2     | 10    | 0        | 9           | .167  | 599   | 140.1    | 109      | 7           | 61       | 1     | 20       | 101      | 5     | 0        | 57    | 47       | 3.01     | 1.21    |

- 2024年度シーズン終了時

### 年度別守備成績
| 年 度 | 球 団 | 投手  | 投手  | 投手  | 投手  | 投手  | 投手     |
| 年 度 | 球 団 | 試 合 | 刺 殺 | 補 殺 | 失 策 | 併 殺 | 守 備 率 |
| ----- | ----- | ----- | ----- | ----- | ----- | ----- | -------- |
| 2021  | KIA   | 6     | 2     | 2     | 0     | 1     | 1.000    |
| 2022  | 西武  | 27    | 0     | 7     | 1     | 1     | .875     |
| 2023  | 西武  | 28    | 1     | 2     | 0     | 0     | 1.000    |
| 2024  | 西武  | 33    | 2     | 7     | 2     | 1     | .818     |
| KBO   | KBO   | 6     | 2     | 2     | 0     | 1     | 1.000    |
| NPB   | NPB   | 88    | 3     | 16    | 3     | 2     | .864     |

- 2024年度シーズン終了時

### 記録

#### NPB
初記録
- 初登板：2022年4月2日、対千葉ロッテマリーンズ2回戦（ZOZOマリンスタジアム）、8回裏に5番手で救援登板・完了、1回無失点[20]
- 初奪三振：2022年4月5日、対東北楽天ゴールデンイーグルス1回戦（楽天生命パーク宮城）、6回裏に西川遥輝から見逃し三振
- 初ホールド：2022年7月23日、対東北楽天ゴールデンイーグルス16回戦（ベルーナドーム）、12回表に6番手で救援登板、2/3回無失点[28]
- 初先発登板：2024年4月4日、対オリックス・バファローズ3回戦（ベルーナドーム）、5回1/3 2失点（自責点1）で敗戦投手[54]
- 初勝利・初先発勝利：2024年4月25日、対オリックス・バファローズ6回戦（京セラドーム大阪）、5回2/3 1失点[59]

### 背番号
- 36（2021年途中 - 同年終了）
- 42（2022年 - ）

### 登場曲
- 「Baianá」Bakermat（2022年、2023年途中 - 2024年途中）
- 「Beat Festa em Ipanema - Funk」Sr. Nescau（2022年途中）
- 「兄弟船」鳥羽一郎（2022年途中 - 同年終了）
- 「Hey Brother」Avicii（2023年 - 同年途中）
- 「心絵」ロードオブメジャー（2024年途中 - ）

### 代表歴
- 2017 ワールド・ベースボール・クラシック・ブラジル代表